# عظائيات الذيل
عظائيات الذيل (الاسم العلمي: Sauriurae) هي مجموعة فرعية من الطيور التي تم إهمالها الآن والتي أنشأها إرنست هيكل في عام 1866. وكان الهدف من ذلك هو تضمين المجنح العتيق وتمييزه عن جميع الطيور الأخرى التي كانت معروفة آنذاك والتي قام بتجميعها في مجموعة طيريات الذيل الشقيقة.
والفرق الذي أشار إليه هكيل في هذه المجموعة هو أن المجنح العتيق يمتلك ذيلًا طويلًا شبيهًا بالزواحف في حين أن جميع الطيور الأخرى التي عرفت بها كانت ذات ذيل قصير مع فقرات قليلة تم دمجها في النهاية في قلم الردف. لم يُشار إلى هذه المجموعة كثيراً وعندما قام هانز فريدريش غادو في عام 1893 بوضع مجموعة الطيريات العتيقة في الأساس لنفس الأحافير أصبح هذا الاسم شائعًا لكل الطيريات المبكرة التي تشبه الزواحف. استمرت جي كيانغ ولاري مارتن في الإشارة إلى عظائيات الذيل كمجموعة طبيعية صالحة. ومع ذلك فقد وجد باحثون مثل جاك غوتييه (2001) وجوليا كلارك (2002) أن الحفريات التي تم العثور عليها بعد وقت هيكل قد جسرت الفجوة بين طيريات الأجنحة طويلة الذيل وقصيرته. في رأيهما أن أي تجميع لطيريات الأجنحة ذات الذيول الطويلة سيستبعد بعضا من سلالتهم - مما يجعل عظائيات الذيل مجموعة شبه عرقية وبالتالي مجموعة غير صالحة في ظل النظم الحالية لتسمية السلالات.